# Mala Loka pri Višnji Gori
'Mala Loka pri Višnji Gori – wieś w Słowenii, w gminie Grosuplje. 1 stycznia 2017 liczyła 39 mieszkańców.